# Mount Airy (Geòrgia)
Mount Airy és una població dels Estats Units a l'estat de Geòrgia. Segons el cens del 2000 tenia 604 habitants.

## Demografia
Segons el cens del 2000, Mount Airy tenia 604 habitants, 235 habitatges, i 179 famílies. La densitat de població era de 124,7 habitants/km².
Dels 235 habitatges en un 30,6% hi vivien nens de menys de 18 anys, en un 58,7% hi vivien parelles casades, en un 11,9% dones solteres, i en un 23,8% no eren unitats familiars. En el 21,3% dels habitatges hi vivien persones soles el 7,7% de les quals corresponia a persones de 65 anys o més que vivien soles. El nombre mitjà de persones vivint en cada habitatge era de 2,57 i el nombre mitjà de persones que vivien en cada família era de 2,95.
Per edats la població es repartia de la següent manera: un 23,2% tenia menys de 18 anys, un 8,3% entre 18 i 24, un 31% entre 25 i 44, un 23,2% de 45 a 60 i un 14,4% 65 anys o més.
L'edat mediana era de 38 anys. Per cada 100 dones de 18 o més anys hi havia 100 homes.
La renda mediana per habitatge era de 42.813 $ i la renda mediana per família de 45.375 $. Els homes tenien una renda mediana de 27.083 $ mentre que les dones 23.500 $. La renda per capita de la població era de 18.493 $. Entorn del 3,5% de les famílies i el 4,8% de la població estaven per davall del llindar de pobresa.

## Poblacions més properes
El següent diagrama mostra les poblacions més properes.